# Capilano (fleuve)
49° 19′ N, 123° 08′ O
Pour les articles homonymes, voir Capilano.
La Capilano (en anglais : Capilano River) est un cours d'eau qui coule dans le district de Vancouver Nord, du nord vers le sud, depuis sa source dans les North Shore Mountains (contreforts de la chaîne Côtière) jusqu'à son embouchure dans la baie Burrard en face du parc Stanley de Vancouver en Colombie-Britannique au Canada.

## Tracé

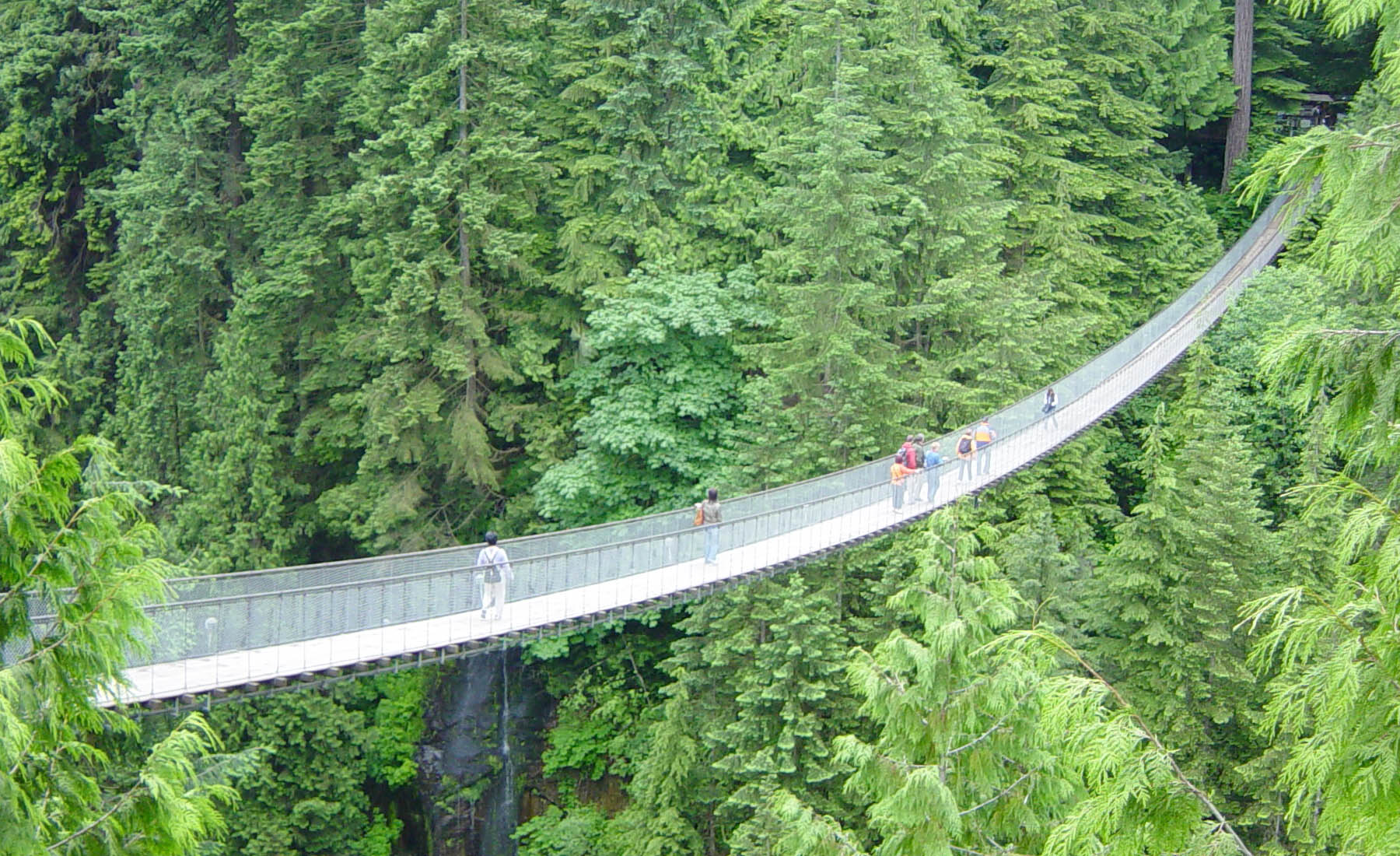
Le pont suspendu Capilano

Le tracé de ce fleuve passe à travers une région de forêt tempérée humide et il suit le fond d'un canyon dont les parois granitiques dépassent par endroits une hauteur de quarante mètres. Un célèbre pont suspendu, le Capilano Suspension Bridge, d'une longueur de 136 mètres traverse ce canyon à une hauteur de soixante-dix mètres au-dessus du fleuve.

## Hydrologie
La Capilano n'a un débit important que durant la fonte des neiges et en période de pluie. Aux autres périodes, elle devient un simple ruisseau.

## Utilisation du fleuve
Le fleuve constitue une des principales sources d'eau potable pour les habitants de la région de Vancouver. Dans ce but, le barrage Cleveland a été construit en 1954 sur la Capilano afin de constituer un réservoir d'eau connu sous le nom de lac Capilano (en anglais : Capilano Lake).
Le fleuve abrite une écloserie, construite à partir d'un piège à poisson et d'un  barrage datant de 1954, et qui produit des alevins de saumons coho, de saumons quinnat et de truites arc-en-ciel.

## Toponyme
Le toponyme anglais initial, Capilano Creek, a été officiellement modifié en Capilano River le 6 mai 1947.
Le mot « Capilano » provient du nom d'un chef de la nation amérindienne squamish, nommé Kiapila'noq, qui rencontra le capitaine Cook en 1782, puis accueillit et escorta le capitaine George Vancouver dans la baie Burrard le 14 juin 1792 et Simon Fraser sur les terres des Musqueams en 1808.